# Rezerwat „Ałatau Kuźniecki”
Rezerwat „Ałatau Kuźniecki” (ros. Государственный природный заповедник «Кузнецкий Алатау») – ścisły rezerwat przyrody (zapowiednik) w obwodzie kemerowskim w Rosji. Znajduje się w regionach: tisulskim, mieżdurieczenskim i nowokuźnieckim. Jego obszar wynosi 4129 km², a strefa ochronna 2459,31 km². Rezerwat został utworzony decyzją rządu Rosyjskiej Federacyjnej Socjalistycznej Republiki Radzieckiej z dnia 27 grudnia 1989 roku. W 2021 roku otrzymał status rezerwatu biosfery UNESCO. Dyrekcja rezerwatu znajduje się w miejscowości Mieżdurieczensk.

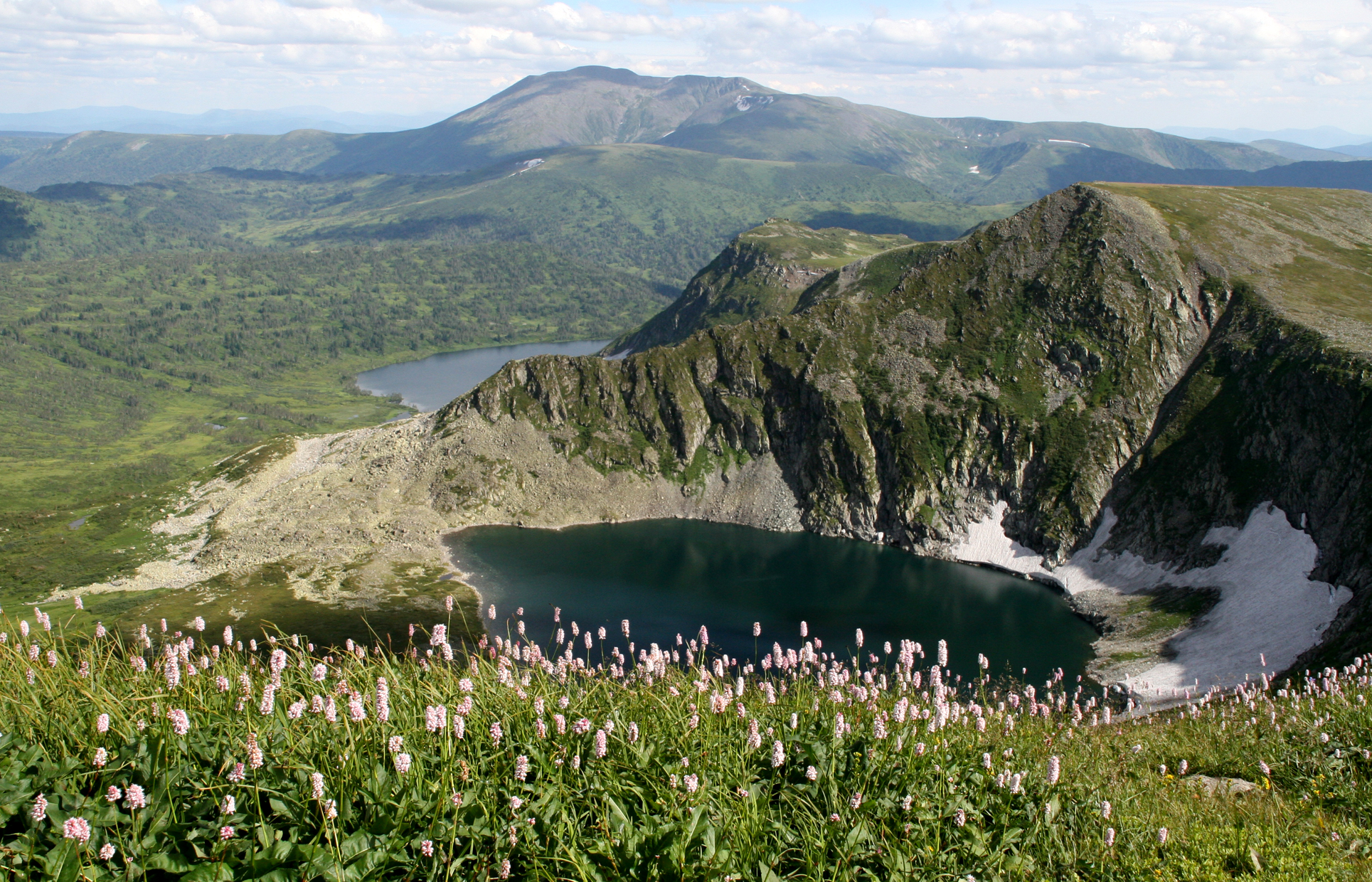
Jezioro Małoje Rybnoje i szczyt Biełyj Golec

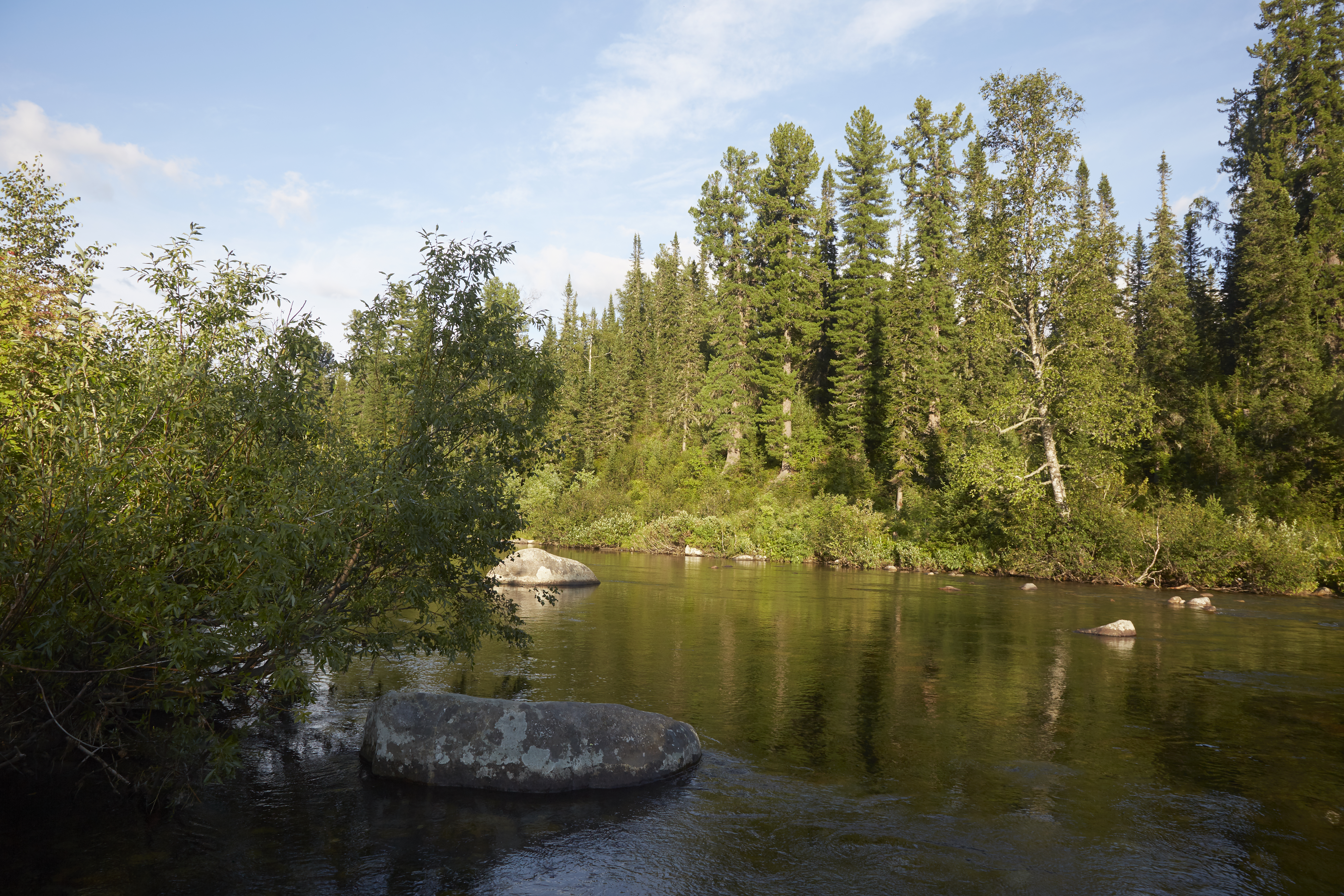
Rzeka Kazyr

## Opis
Rezerwat położony jest w pobliżu Kuźnieckiego Zagłębia Węglowego, na zachodnich zboczach centralnej części pasma górskiego Ałatau Kuźniecki. Płynie tu dużo rzek, z których największą jest rzeka Tom. Jest tu też dużo jezior polodowcowych oraz bagien.
Klimat kontynentalny. Roczna średnia temperatura powietrza jest ujemna i wynosi –0,6 °C. Średnia temperatura stycznia to –15,5 °C, a średnia temperatura lipca +16,5 °C.

## Flora
Większą część rezerwatu zajmuje tajga. Dominującym gatunkiem drzew jest jodła syberyjska i sosna syberyjska. Wzdłuż dolin rzecznych występuje świerk syberyjski. Z gatunków liściastych rośnie głównie brzoza i osika. Wyższą część gór zajmują łąki subalpejskie, a jeszcze wyżej tundra górska i niewielkie lodowce.

## Fauna
Fauna jest typowa dla syberyjskiej tajgi. Żyje tu 58 gatunków ssaków (niedźwiedź brunatny, wilk rosyjski, jeleń szlachetny, łoś euroazjatycki, sarna syberyjska, renifer tundrowy z podgatunku R. tarandus sibiricus, ryś euroazjatycki, soból tajgowy, rosomak tundrowy, wydra europejska i inne), 281 gatunków ptaków (zięba zwyczajna, puszczyk z podgatunku aluco siberiae, bocian czarny, sokół wędrowny, kania czarna i inne), dwa rodzaje płazów – ropucha szara i żaba moczarowa, trzy rodzaje gadów – jaszczurka żyworodna, żmija zygzakowata i wąż z podrodziny grzechotników – mokasyn hali. W rzekach i jeziorach żyje 14 gatunków ryb.